# Familiární středomořská horečka
Familiární středomořská (středozemní) horečka (anglicky: Familial Mediterranean fever, FMF), či též rodinná středozemní horečka, je geneticky podmíněné autosomálně-recesivní zánětlivé onemocnění způsobené mutací genu MEFV. Postihuje pouze některé etnické skupiny původem od Středozemního moře (odtud název onemocnění); jedná se konkrétně o Armény, sefardské Židy, Řeky, Turky a Araby. K léčbě se od 70. let 20. století používá kolchicin.

## Příznaky a symptomy

### Ataky
Rozlišujeme sedm typů atak. Devadesát procent všech pacientů postihne jejich první ataka před dovršením osmnáctého roku života. Všechny se rozvinou během 2 až 4 hodin a trvají různě dlouho od 6 hodin po 4 dny. Většina atak zahrnuje horečku:
1. Břišní ataky, zahrnující bolest břicha, postihují celé břicho se všemi příznaky peritonitidy (zánět pobřišnice), a náhlé příhody břišní jako u apendicitidy (zánět slepého střeva). Objevují se u 95 % všech pacientů a mohou vést ke zbytečné laparotomii. Byly zaznamenány i nekompletní ataky, s lokální břišní citlivostí a normálními výsledky krevních testů.
2. Kloubní ataky se vyskytují zpravidla u velkých kloubů, zejména pak u nohou, a obvykle je postižen jeden kloub. Tento druh atak se vyskytuje u 75 % pacientů FMF.
3. Hrudní ataky s pleuritidou (zánět pohrudnice) a perikarditidou (zánět osrdečníku). Pleuritida se vyskytuje u 40 % pacientů a má za následek ztížené dýchání či nemožnost ležet rovně. Perikarditida je však vzácná.
4. Skrotální ataky (ataky šourku) v důsledku zánětu tunica vaginalis testis. Tento příznak se vyskytuje u 5 % pacientů a může být mylně diagnostikován jako akutní skrotum, tj. například torze varlete.
5. Myalgie (ojediněle vzácné)
6. Erysipeloid (dermatická reakce na nohou, ojediněle vzácné)
7. Asymptomatická horečka (25 % pacientů)

### Komplikace
Jednou z komplikací je AA-amyloidóza s renálním selháním, která se může vyvíjet bez zjevných krizí. AA (protein amyloid) je během atak vytvářen ve velkém množství, zatímco mezi atakami v malém množství, a ukládá se zejména v ledvinách, ale i v srdci, slezině, zažívacím ústrojí a ve štítné žláze.
U FMF je zvýšené riziko vzniku vaskulizujících onemocnění (např. Henochova-Schönleinova purpura), spondyloartropatie, dlouhotrvající artritidy kloubů a vleklé myalgie.